# سیسیلی‌ها (رمان)
سیسیلی‌ها، رمانی از نویسنده آمریکایی ماریو پوزو است . منتشر شده در سال ۱۹۸۴ توسط گروه انتشارات راندوم هاوس (شابک ‎۰-۶۷۱-۴۳۵۶۴-۷)، این رمان بر اساس زندگی راهزن سیسیلی سالواتوره جولیانو است. این مجموعه در آن دوره معروف‌ترین اثر پوزو، پدرخوانده (۱۹۶۹) قرار دارد و شامل شخصیت‌هایی از پدرخوانده است. این کتاب به عنوان دنباله ادبی پدرخوانده در نظر گرفته می‌شود و دومین کتاب از مجموعه رمان‌های پدرخوانده است. این رمان در سال ۱۹۸۷ به یک فیلم اقتباس شد ، اگرچه تمام منابع پدرخوانده به دلایل کپی رایت در اقتباس فیلم حذف شد.
در این رمان، هجی کردن نام سالواتوره جولیانو توسط پوزو به عمد به «گویلیانو» دگرگون یافت. این رمان، اگرچه یک اثر داستانی است، اما براساس بهره‌برداری‌های واقعی زندگی از جولیانو ساخته شده‌است.

## داستان
در سال ۱۹۵۰، مایکل کورلئونه، پسر رئیس مافیای سیسیلی-آمریکایی ویتو کورلئونه، پس از تبعید در سیسیل، خود را برای بازگشت به آمریکا آماده میکند. او با دون کروچه مالو، قدرتمندترین رئیس مافیای سیسیل، ملاقات میکند. دون کروچه و پدر مایکل متحد شده اند تا به سالواتوره «توری» جولیانو، یاغی مشهور، کمک کنند تا از سیسیل فرار کند و همراه مایکل به آمریکا برود. مایکل از وجود مجموعه اسنادی که جولیانو در اختیار دارد مطلع میشود - اسنادی که در صورت مرگ یا دستگیری او منتشر خواهند شد و میتوانند حکومت وقت ایتالیا را سرنگون کنند. این مدارک «وصیت نامه» نام دارند. مایکل همچنین با والدین جولیانو و گاسپاره «آسپانو» پیسیوتا، دوست صمیمی و معاون او، آشنا میشود.
در سال ۱۹۴۳، توری جولیانو و آسپانو پیسیوتا در حال قاچاق غذا توسط کارابینیری، پلیس فاسد ایتالیا، متوقف میشوند، اما از تحویل غذا یا فاش کردن نام طرف معامله خود امتناع میورزند. جولیانو مورد اصابت گلوله قرار میگیرد، اما موفق میشود مهاجم خود، یک سروان پلیس، را بکشد. آسپانو توری را به یک صومعه محلی میبرد، جایی که او تحت مراقبت آبوت مانفردی از جراحاتش بهبود مییابد و بیشتر درباره جنایتهای سیسیل می آموزد. پس از بهبودی، او و آسپانو به خانه جولیانو در مونته لپره بازمیگردند، جایی که او هنوز به اتهام قتل تحت تعقیب است. در حالی که توری با خانواده و دوستانش درباره آیندهاش صحبت میکند، پلیس محلی تلاش میکند او را دستگیر کند. توری و آسپانو به کامیونهای تعقیب کننده شان آتش می گشایند و چند پلیس را میکشند. آنها به کوهها فرار میکنند. در واکنش به این اقدام، شهروندان بیگناه مونته لپره دستگیر میشوند.
هکتور آدونیس، پدرخوانده توری، با آنها ملاقات میکند، اما نمیتواند آنها را از راهزنی منصرف کند. توری و آسپانو تصمیم میگیرند زندانیان را آزاد کنند و به پادگان پلیس محل، جایی که آنها نگهداری میشوند، حمله میکنند. توری به طرز معجزه آسایی از مرگ در دستان کاپیتان کانیو سیلوسترو میگریزد، زیرا اسلحه او در لحظه شلیک به سر توری عمل نمی کند. زندانیان آزادشده شامل راهزنان محلی پاساتمپو و ترانووا میشوند که به گروه توری میپیوندند. پس از یک سرقت پرسر و صدا، جولیانو در سراسر ایتالیا مشهور میشود و به خاطر بخشش بخش زیادی از درآمد گروهش به فقرا، در سیسیل به قهرمان تبدیل میشود. سیلوسترو، که پس از بخشیده شدن توسط جولیانو آبرویش رفته است، تقاضای پیوستن به گروه او را میکند. آنها وفاداری او را با دستور اعدام فریزلا، آرایشگری که جولیانو را لو داده بود، آزمایش میکنند. سیلوسترو این کار را انجام میدهد و روی جسد او یادداشتی میگذارند با این مضمون: «هر خائنی به جولیانو چنین سرنوشتی خواهد داشت».
جولیانو بر کل گوشه شمال غربی سیسیل تسلط مییابد. او دستور ربودن شاهزاده اولورتو، اشرافزاده سیسیلی، را میدهد. باج اولورتو توسط دون کروچه، که اولورتو به او پول حفاظت میپرداخت، ترتیب داده میشود. این آدمربایی باعث میشود جولیانو برای اولین بار به طور مستقیم با دون کروچه و مافیا درگیر شود. دون کروچه به سایر روسای مافیا اجازه ترور جولیانو را میدهد، اما جولیانو از همه آنها میگریزد. سرانجام، دون کروچه استفان آندولینی، پسرعموی دون کورلئونه، را به عنوان قاتل میفرستد. جولیانو فقط به دلیل وساطت آبوت مانفردی، پدر آندولینی، جان او را میبخشد. آندولینی به گروه جولیانو میپیوندد و به عنوان رابط بین جولیانو و دون کروچه عمل میکند.
در سال ۱۹۵۰ در تراپانی، پیتر کلمنزا، یکی از سرکردگان دون کورلئونه، به مایکل میپیوندد تا در فرار کمک کند. مایکل با جوستینا، همسر باردار توری، و هکتور آدونیس ملاقات میکند. جوستینا به آمریکا میرود. آدونیس به مایکل اطلاع میدهد که وصیت نامه در داخل هدیه ای که مادر جولیانو به او داده پنهان شده است و مایکل آن را برای پدرش در آمریکا میفرستد.
در سال ۱۹۴۷، دون کروچه با حزب حاکم دموکرات مسیحی هم پیمان میشود، عمدتاً برای جلوگیری از به قدرت رسیدن احزاب سوسیالیست که معتقد است میتوانند مافیا را نابود کنند. دون کروچه، همراه با فرانکو ترزا، وزیر دادگستری ایتالیا، طرحهایی برای حمله به جولیانو تهیه میکنند، اما در عوض پیش از موعد این طرحها را به جولیانو اطلاع میدهند تا در ازای کمک او برای پیروزی دموکراتهای مسیحی در انتخابات آینده، برایش عفو بگیرند. جولیانو این شرایط را میپذیرد و با وعده عفو، با استفاده از تبلیغات و ارعاب به این کارزار کمک میکند.
یک راهپیمایی سوسیالیستی برای جشن پیروزیهای اخیر بر دموکراتهای مسیحی در شهرهای پیانی دی گریچی و سن جوزپه جاتو برگزار میشود و در دشتی به نام پورتلا دلا جینسترا به هم میپیوندند. جولیانو موافقت میکند که این راهپیمایی را سرکوب کند و به دو تن از فرماندهانش، پاساتمپو و ترانووا، دستور میدهد «به بالای سرشان شلیک کنند» تا جمعیت متفرق شوند. اما آنها بیش از حد پایین شلیک میکنند و بسیاری از مردم، از جمله زنان و کودکان را قتل عام میکنند. این کشتار به شدت به وجهه جولیانو در سیسیل آسیب میزند و هر امیدی به عفو را از بین میبرد. جولیانو متوجه میشود که پاساتمپو توسط دون کروچه رشوه گرفته تا به تظاهرکنندگان شلیک کند و او را اعدام میکند. او همچنین شش رئیس مافیا را که از املاک شاهزاده اولورتو در برابر ادعاهای دهقانان محلی دفاع میکردند، اعدام میکند.
نیروی بزرگی در سیسیل تحت فرماندهی سرهنگ لوکا گرد هم می آیند تا جولیانو را سرنگون کنند. والدین جولیانو و بسیاری از شهروندان مونته لپره به اتهام همدستی با او دستگیر میشوند. در واکنش، جولیانو کامیونی که حامل پول حقوق کارابینیریها بود را تحت محافظت سنگین سرقت میکند. سرهنگ لوکا سپس از باقی نیروهای ذخیره درخواست کمک میکند. گروه جولیانو در حال فروپاشی است: سیلوسترو به انگلستان فرار میکند و آندولینی و ترانووا توسط پلیس کشته میشوند. با نزدیک شدن نیروهای سرهنگ لوکا و خیانت دون کروچه، جولیانو میداند که باید به آمریکا برود یا در سیسیل بمیرد.
آسپانو پیسیوتا با مایکل ملاقات میکند و به او میگوید کجا با جولیانو دیدار کند. روز بعد، کلمنزا و مایکل در راه محل ملاقات هستند که میشنوند جولیانو توسط کارابینیری کشته شده است. آنها توسط بازرس ولاردی دستگیر میشوند، اما به زودی با وساطت دون کروچه آزاد میشوند. مایکل و کلمنزا متوجه میشوند که پیسیوتا، که به تدریج پارانوئید و از جولیانو ناراضی شده بود، او را به دون کروچه خیانت کرده است. پیسیوتا در لحظهای از ترس، که فکر میکرد جولیانو از خیانتش باخبر شده، او را کشته است. بعداً، پیسیوتا که به اتهام راهزنی زندانی شده بود، توسط هکتور آدونیس با کمک دون کروچه مسموم میشود. آدونیس یادداشتی در جیب پیسیوتا میگذارد با این مضمون: «هر خائنی به جولیانو چنین سرنوشتی خواهد داشت». با مرگ جولیانو، دون کروچه و مافیا بیش از هر زمان دیگری به هزینه مردم سیسیل ثروتمند میشوند.
مایکل به لانگ آیلند بازمیگردد. دون کورلئونه به او میگوید که آنها وصیت نامه جولیانو را منتشر نخواهند کرد، طبق توافقی که با دون کروچه برای تضمین امنیت مایکل انجام داده است. مایکل، که شوکه شده، متوجه میشود که ناخواسته علیه جولیانو کار کرده و تحویل وصیت نامه به پدرش باعث مرگ جولیانو شده است. دون کورلئونه به مایکل درس بزرگی می آموزد: زنده ماندن به هر قیمتی بهتر از قهرمانانه مردن است.

## شخصیت‌ها
سالواتوره "توری" جولیانو  
راهزن افسانه‌ای سیسیلی که در آمریکا تصور شد و در روستای کوچک مونته لپره در سیسیل به دنیا آمد. مردی بلندقامت و خوش‌چهره که تا ۲۰ سالگی زندگی عادی داشت و به خاطر مهربانی‌اش مورد علاقه خانواده، دوستان و اهالی روستا بود. اما وقتی او و دوست دوران کودکی‌اش، آسپانو پیسیوتا، در حال قاچاق مواد غذایی برای مراسم عروسی خواهرش بودند، توسط پلیس فاسد ایتالیا (کارابینیری) متوقف شدند. پس از اصابت گلوله یک ستوان، جولیانو با شلیک یک گلوله او را می‌کشد. پیسیوتا جولیانو زخمی را به صومعه‌ای نزدیک می‌برد، جایی که آبوت مانفردی از او در برابر کارابینیری محافظت می‌کند و او بهبود می‌یابد.  
پس از ترک صومعه، جولیانو زندگی خود را وقف راهزنی می‌کند و گروهی تشکیل می‌دهد. او در سال‌های بعد به خاطر دزدی از ثروتمندان و بخشش دارایی‌اش به فقرا، به قهرمان مردم سیسیل تبدیل می‌شود. اما با افزایش قدرت او، هم دولت ایتالیا (که گروه ویژه‌ای برای دستگیری‌اش تشکیل می‌دهد) و هم مافیا به رهبری دون کروچه مالو، که منافعش توسط جولیانو آسیب دیده، به تعقیب او می‌پردازند. در نهایت، جولیانو توسط بهترین دوستش، آسپانو پیسیوتا، خیانت می‌بیند و پیش از فرار به آمریکا با مایکل کورلئونه کشته می‌شود.
گاسپاره "آسپانو" پیسیوتا  
دوست صمیمی و پسرعموی توری جولیانو. مردی باهوش، لاغراندام و مبتلا به سل که بیشترین اعتماد جولیانو را داشت. اما با افزایش شهرت جولیانو، او به تدریج احساس بی‌اهمیتی می‌کند و پس از نادیده گرفته شدن نظراتش توسط جولیانو، توسط دون کروچه فریب می‌خورد و به جولیانو خیانت می‌کند.
مایکل کورلئونه  
پسر آمریکایی دون ویتو کورلئونه و وارث خانواده کورلئونه. او به دلیل قتل یک افسر پلیس نیویورک، چهار سال در سیسیل در تبعید به سر می‌برد. پس از کشته شدن همسرش آپولونیا و برادرش سانی، مشتاق بازگشت به خانواده است، اما پدرش به او مأموریت می‌دهد که توری جولیانو را به آمریکا ببرد. مایکل تحت تأثیر افسانه جولیانو قرار می‌گیرد، اما پیش از ملاقاتشان، جولیانو کشته می‌شود.
دون کروچه مالو  
رئیس مافیای سیسیل که نه‌تنها بر جزیره سیسیل، بلکه بر رم و دولت ایتالیا نیز نفوذ دارد. او در ابتدا می‌خواهد جولیانو را به عنوان جانشین خود انتخاب کند، اما به دلیل نفرت جولیانو از مافیا، این کار ناممکن می‌شود. پس از آنکه جولیانو شش رهبر مافیا را می‌کشد و منافع او را نابود می‌کند، دون کروچه تصمیم به قتل جولیانو می‌گیرد. او با دون کورلئونه توافق می‌کند که "وصیت نامه" جولیانو را منتشر نکند تا امنیت مایکل تضمین شود. شخصیت او احتمالاً بر اساس کالوجرو ویزینی، رئیس مافیای واقعی سیسیل، ساخته شده است.
هکتور آدونیس  
استاد ادبیات و تاریخ در دانشگاه پالرمو و پدرخوانده توری جولیانو. مردی کوتاه‌قامت، باهوش و با نفوذ در مافیا که عاشقانه از جولیانو مراقبت می‌کند. او در نهایت، پس از خیانت پیسیوتا به جولیانو، او را مسموم می‌کند.
استفان آندولینی  
قاتلی که ابتدا برای دون کروچه و سپس برای جولیانو کار می‌کند. او پسرعموی ویتو کورلئونه (نام اصلی ویتو آندولینی) است و پس از کشف نقشه ترور جولیانو، به‌واقع به گروه او می‌پیوندد. او پیش از جولیانو توسط بازرس ولاردی کشته می‌شود.
پاساتمپو  
یکی از اعضای گروه جولیانو که فردی بیرحم و طمعکار است. او در کشتار پورتلا دلا جینسترا، با دریافت رشوه از دون کروچه، عمداً به مردم شلیک می‌کند و بعداً توسط جولیانو اعدام می‌شود.
ترانووا  
راهزنی وفادار به جولیانو که برخلاف پاساتمپو، اصول‌گرا و مهربان بود. او پس از ملاقات با معشوقه‌اش در پالرمو توسط مأموران کشته می‌شود.
این شخصیت‌ها در بستر تاریخی سیسیل پس از جنگ جهانی دوم و تقابل میان مافیا، دولت و مردم فقیر شکل می‌گیرند. خیانت، قدرت و اخلاقیات مبهم، از درون‌مایه‌های اصلی داستان هستند.

## فیلم  سینمایی
در سال ۱۹۸۷، رمان «سیسیلی» به فیلمی به کارگردانی مایکل چیمینو و با بازی کریستوفر لمبرت در نقش سالواتوره جولیانو اقتباس شد. به دلیل مشکلات حقوقی، تمام ارجاعات به پدرخوانده حذف شدند و شخصیت های مایکل کورلئونه و پیتر کلمنزا در این اقتباس سینمایی حضور ندارند.